# Čechohrad
Čechohrad (ukrajinsky Чехоград, v letech 1946–2023 Novhorodkivka, ukrajinsky Новгородківка), je obec na Ukrajině založená v roce 1869 českými přistěhovalci z okolí Ústí nad Orlicí, Litomyšle a Vysokého Mýta, kteří na Ukrajinu přišli na pozvání ruského cara Alexandra II. Dodnes se část obyvatel hlásí k české národnosti (v roce 1999 to bylo 41 % Čechohraďanů).

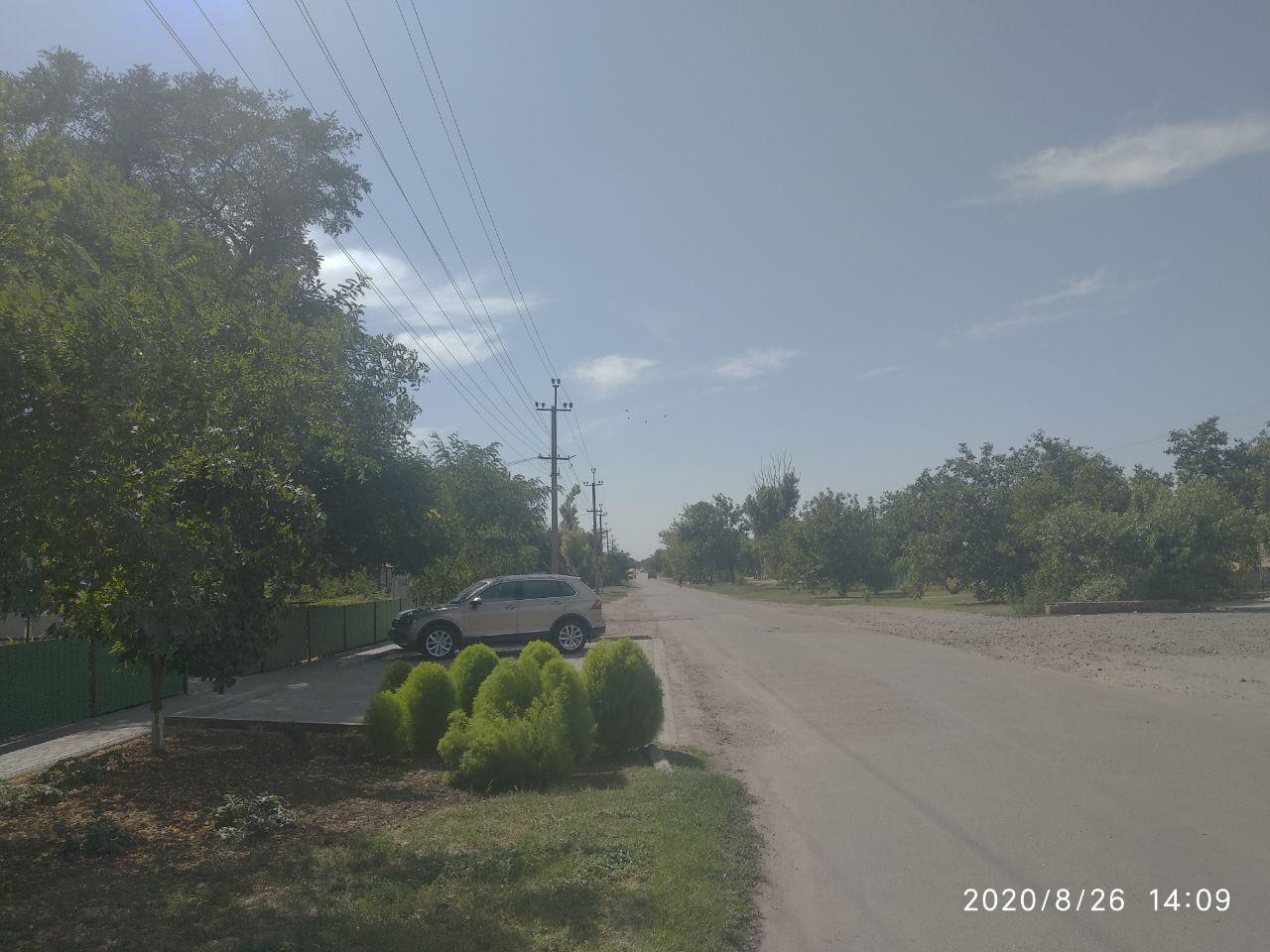
Silnice v obci

Z důvodu extenzivního způsobu hospodaření byl časem nedostatek půdy, a tak se obyvatelé často stěhovali na Sibiř, do Besarábie, Spojených států, Kanady. Hladomor v letech 1932 až 1933 si vyžádal život 38 obyvatel Čechohradu. Pilot a hrdina Sovětského svazu Grigorij Karpovič Něstěrenko byl zasažen 21. října 1943 v oblasti obce. Byl pohřben v masovém hrobě v Novhorodkivce.
V roce 1946 byl Čechohrad oficiálně přejmenován na Novhorodkivka, dne 29. června 2023 byl obci vrácen původní název Čechohrad.

## Válka v Donbasu
Kvůli blízkosti konfliktu na východě Ukrajiny a pozici města nedaleko míst nedávných bojů mezi ukrajinskou armádou a proruskými separatisty bylo v noci z 2. na 3. března 2015 evakuováno 46 obyvatel Čechohradu s českými předky do České republiky. Program evakuace vznikl v reakci na žádosti několika stovek ukrajinských občanů českého původu prezidentovi Miloši Zemanovi o repatriaci.

## Osobnosti
- Vladimír Balaš, voják Svobodovy armády, profesor FVL UK
- Grigorij Karpovič Něstěrenko, pilot, hrdina Sovětského svazu